# Ричково (Білозерський район)
Ри́чково (рос. Рычково) — село у складі Білозерського району Курганської області, Росія. Адміністративний центр Ричковської сільської ради.
Населення — 366 осіб (2010, 391 у 2002).